# Coppa Italia 2022 (pallacanestro femminile)
La Coppa Italia 2022 (IFP Cup per motivi di sponsorizzazione) è stata la 36ª edizione del trofeo riservato alle società del campionato italiano di Serie A1 di pallacanestro femminile.
Organizzato dalla Lega Basket Femminile si è disputata dal 24 al 27 marzo 2022 nel palazzetto dello sport di San Martino di Lupari.
La Lega ha confermato la formula della Final Eight alla quale hanno preso parte le prime otto squadre classificate in Serie A1 al termine del girone d'andata, ovvero: Famila Wüber Schio, Umana Reyer Venezia, Virtus Segafredo Bologna, Passalacqua Ragusa, Gesam Gas e Luce Lucca, La Molisana Campobasso, Allianz Geas Sesto San Giovanni e Fila San Martino.
Il Torneo è stato vinto per la tredicesima volta dalla Famila Wüber Schio, che ha sconfitto in finale la Virtus Segafredo Bologna per 88-81.

## Risultati

### Tabellone
|  | Quarti | Quarti         | Quarti |  |   | Semifinali    | Semifinali     | Semifinali |  |   | Finale       | Finale         | Finale |
|  |        |                |        |  |   |               |                |            |  |   |              |                |        |
|  | 1      | Famila Schio   | 79     |  |   |               |                |            |  |   |              |                |        |
|  | 1      | Famila Schio   | 79     |  |   |               |                |            |  |   |              |                |        |
|  | 8      | San Martino    | 63     |  |   |               |                |            |  |   |              |                |        |
|  | 8      | San Martino    | 63     |  | 1 | Famila Schio  | 96             |            |  |   |              |                |        |
|  |        |                |        |  | 1 | Famila Schio  | 96             |            |  |   |              |                |        |
|  |        |                |        |  |   | 5             | Le Mura Lucca  | 68         |  |   |              |                |        |
|  | 4      | Eirene Ragusa  | 67     |  |   | 5             | Le Mura Lucca  | 68         |  |   |              |                |        |
|  | 4      | Eirene Ragusa  | 67     |  |   |               |                |            |  |   |              |                |        |
|  | 5      | Le Mura Lucca  | 71     |  |   |               |                |            |  |   |              |                |        |
|  | 5      | Le Mura Lucca  | 71     |  |   |               |                |            |  | 1 | Famila Schio | 88             |        |
|  |        |                |        |  |   |               |                |            |  | 1 | Famila Schio | 88             |        |
|  |        |                |        |  |   |               |                |            |  |   | 3            | Virtus Bologna | 81     |
|  | 2      | Reyer Venezia  | 85     |  |   |               |                |            |  |   | 3            | Virtus Bologna | 81     |
|  | 2      | Reyer Venezia  | 85     |  |   |               |                |            |  |   |              |                |        |
|  | 7      | GEAS           | 72     |  |   |               |                |            |  |   |              |                |        |
|  | 7      | GEAS           | 72     |  | 2 | Reyer Venezia | 64             |            |  |   |              |                |        |
|  |        |                |        |  | 2 | Reyer Venezia | 64             |            |  |   |              |                |        |
|  |        |                |        |  |   | 3             | Virtus Bologna | 76         |  |   |              |                |        |
|  | 3      | Virtus Bologna | 73     |  |   | 3             | Virtus Bologna | 76         |  |   |              |                |        |
|  | 3      | Virtus Bologna | 73     |  |   |               |                |            |  |   |              |                |        |
|  | 6      | Magnolia CB    | 67     |  |   |               |                |            |  |   |              |                |        |
|  | 6      | Magnolia CB    | 67     |  |   |               |                |            |  |   |              |                |        |

### Finale
| San Martino di Lupari 27 marzo 2022, ore 18:00 CEST | Famila Wüber Schio | 88 – 81 (30-24, 53-41, 73-68) referto | Virtus Segafredo Bologna | Palazzetto dello sport |
| \| \| \| \| \| Laksa 26 \| Punti \| 25 Dojkić \|    |                    |                                       |                          |                        |
|                                                     |                    |                                       |                          |                        |
| Laksa 26                                            | Punti              | 25 Dojkić                             |                          |                        |

## Squadra vincitrice
Famila Wüber Schio: Diamond DeShields, Beatrice Del Pero, Kim Mestdagh, Giorgia Sottana, Sandrine Gruda, Costanza Verona, Martina Crippa, Olbis Futo Andrè, Francesca Dotto, Jasmine Keys, Kitija Laksa. Allenatore: Georgios Dikaioulakos.